# Regulus bulgaricus
Regulus bulgaricus är en utdöd kungsfågel som levde i det som idag är Bulgarien. 
Den är endast känd från ett fossilt armbågsben, vilket däremot är komplett.